# 満洲国政府 (政治団体)
満洲国政府（まんしゅうこくせいふ、繁体字中国語: 滿洲國政府、英語: Manchu State Govement）は、満洲国の継承を自称する政治団体である。中華人民共和国瀋陽及び香港を発祥とし、現在はアメリカ合衆国を拠点に活動する。日米やタイ王国などの各国に「満洲国大使館」を称する支部が存在する。日本における政治団体登録も目指している。

## 概要
2019年3月1日に満洲国亡命政府と満洲国臨時政府の合併によって成立した。前者の満洲国亡命政府は、1985年に瀋陽で結成された満洲復興党を前身とし、在米の亡命中国人らによって結成された。また後者の満洲国臨時政府は、2004年に香港の政治活動家である張少幫らによって結成されている。香港にある「大使館」は、中華人民共和国国家安全法の適用により安全が確保できないとして2020年5月に閉鎖された。

## 活動

### 中国民主化運動への参加
前身の一つである満洲国亡命政府は中国の民主化運動に参加しており、満洲国政府も自由インド太平洋連盟（会長：ラビア・カーディル）にオブザーバーとして参加している。

### 満洲国建国祭
満洲国建国祭は2019年3月1日に開催され、満洲国政府の樹立が宣言された。岐阜女子大学南アジア研究所特別研究員の田中健之が最高顧問を務めることも発表され、新右翼系かつ行動する保守運動の政治団体日本国民党の代表鈴木信行が参列した。

### 通貨発行
前身の一つである満洲国臨時政府は、通貨「満洲円」を発行し米ドルの間に固定相場制を適用していると主張していたが、その金融商品としての正当性を疑問視する報道がなされていた。

## 政策・主張
- 2020年アメリカ合衆国大統領選挙におけるジョー・バイデンの当選を認めていない[8]。

## 評価
台湾メディアや香港メディアの中には、満洲国臨時政府を中華人民共和国からの分離独立運動の一つとして報道したものもある。中国国民党の党員にいる満洲民族関係者が臨時政府のスパイではないかという主張もあったが、一方で詐欺を目的としたウェブサイトであると判断する者もいた。
活動の正当性や実態を疑問視する報道もなされている。明報が臨時政府に対して販売しているとされた切手について問い合わせると、売り切れ中であるとの回答が来たとされる。臨時政府が「皇帝」として擁立した愛新覚羅崇基については、ニューヨーク在住の大学生で北朝鮮の先軍政治を支持するサークルに所属していると報道されている。
日本の右翼団体（行動する保守）との関係を指摘する声もあり、前述の鈴木信行は満洲国政府の活動が日本で活性化することに期待を示している。